# Erick Barrondo
Erick Bernabé Barrondo García (San Cristóbal Verapaz, 14 de junho de 1991) é um atleta guatemalteco especializado na marcha atlética. Em Londres 2012, conquistou a medalha de prata na marcha de 20 km, a primeira medalha da Guatemala na história dos Jogos Olímpicos.
Nascido na aldeia de Chiyuc em San Cristóbal Verapaz, no interior da Guatemala, começou no atletismo competindo em corridas de longa distância, seguindo os passos de seus pais. Uma lesão fez com que passasse a praticar a marcha, como maneira de se recuperar; acabou desistindo das corridas para se dedicar à nova modalidade e começou seus treinamentos com a ajuda do técnico cubano Rigoberto Medina, treinador da marchadora salvadorenha Cristina López, que, nos Jogos Pan-americanos de 2007, no Rio de Janeiro, havia se tornado a primeira salvadorenha a conquistar uma medalha de ouro para seu país em Jogos Pan-americanos.
Fez sua estreia internacional em 2011 na Copa Panamericana de Marcha realizada na Colômbia, conquistando a medalha de prata na prova dos 20 km. Com este resultado, foi enviado por seu país para participar do Campeonato Mundial de Atletismo de 2011 em Daegu, na Coreia do Sul, onde ficou em 10º lugar na mesma prova. No mesmo ano participou dos Jogos-Pan-americanos de Guadalajara, conquistando a medalha de ouro na distância, com o tempo de 1h21min51s.
Seu grande momento na carreira veio em Londres 2012, com a conquista da primeira medalha olímpica de seus país, uma prata, na marcha dos 20 km, em 1h18min57s, chegando a onze segundos do chinês  Chen Ding, que estabeleceu ali um novo recorde olímpico. Participou também dos 50 km mas foi desclassificado com três faltas pelos juízes.
Voltou a competir em eventos globais no Campeonato Mundial de Moscou, em 2013, mas foi desclassificado nos 20 km. Em Toronto 2015, conquistou a medalha de prata pan-americana competindo na distância de 50 km, depois de ser novamente desclassificado dias antes na marcha de 20 km.
Barrondo é o detentor do recorde das Américas da marcha dos 50 km – 3:41:09 – conquistado em Dudince, na Eslováquia, em março de 2013.